# Por amor a vos
Por amor a vos é uma telenovela argentina produzida pela Pol-ka Producciones e exibida pelo Canal 13 entre 28 de janeiro de 2008 e 9 de fevereiro de 2009.
Foi protagonizada por Claribel Medina, Miguel Ángel Rodríguez, Raúl Taibo e Andrea Del Boca, co-protagonizada por Nicolás Cabré e Soledad Fandiño e antagonizada por Liliana Simoni, Patricia Etchegoyen, Gabriela Sari, Felipe Colombo e Rodolfo Ranni.

## Sinopse
Margarita é uma mulher que gira a vida deve assumir uma meta sem muita ideia do comércio. Ele chega acompanhado por seu filho Leon. Em sua nova vida será assistida por Beto, o gerente do edifício em frente, um homem nobre que vive em uma crise casamento eterno. Você também virá com Mauritius, um dentista. Assim, um triângulo amoroso entre esses personagens, a quem amigo de Betty Margaret, que também cai no amor com Mauricio acrescenta surge. Mas Betty não é retratado como o vilão e não tentar a ficar com Maurício, apenas tentar a se relacionar com ele quando Margarita é com Beto. Betty mesmo tornar-se Mauritius grávida, e Beto se divorciar de sua esposa.
Margarita não é realmente a mãe biológica de Leon, uma vez que é Selva, sua irmã, e Margaret tomou-o como próprio filho depois que ela o abandonou. Inicialmente, ele argumentou que Leon ignorado esta situação, e mais tarde a trama em que ele aprende este trabalho. Que a trama deriva por sua vez, um sobre o pai biológico de Leon. Este é o administrador Armando, mas manipula o exame de DNA para olhar como este é Mauricio, que também teve relações com Selva no passado. Mauricio acreditava para ser o pai aceita a situação e toma como seu filho Leon, mas Leon é muito afetado pela notícia como um relacionamento com Jasmine, a filha de Maurício, que acreditava então que é sua irmã. Seu relacionamento termina e tentar esquecer, Jasmine se casa com Martiniano, que tinha deixado para iniciar a sua relação com Leon. A filha de Beto, por sua vez, tenta a explorar a situação para seduzir Leon, mas com poucos resultados.
A situação tornou-se insuportável entre Jazmín e Martiniano. Felizmente, Leon descobre uma homossexualidade aparente no Martiniano. Depois de muitos erros, consegue garantir essa identidade. Ameaçando a descobrir sua verdade, Martiniano decide revelar sua homossexualidade contra os pais, o fim do casamento.

## Elenco
- Miguel Ángel Rodríguez como Beto Baldés
- Claribel Medina como Margarita Carloni
- Raúl Taibo como Mauricio Sassone
- Nicolás Cabré como León Carloni
- Soledad Fandiño como Jazmín Sassone
- Rodolfo Ranni como Armando Molinari
- Liliana Simoni como Selva Carloni
- Hipólito Iribarren - Nicolás Scarpino
- Martiniano Luna - Esteban Prol
- Facundo - Felipe Colombo
- María Concepción Molinari - Jimena Barón
- Nito Gil - Pepe Monje
- Betty - Mónica Ayos
- Juanca - Marcelo De Bellis
- Plácido Domínguez - Roly Serrano
- El Morsa - Ariel Staltari
- Ángela Torales - Patricia Etchegoyen
- Adriano Cortés: - Rodolfo Samsó (Alacrán)
- Penélope Cortés - Ana María Cores
- Flora - Haydée Padilla
- Elvira Batani - Cecilia Cenci
- Samantha Arnezzi - Claudia Shijman
- Marilina Baldés - Gabriela Sari
- Dalía - Andrea del Boca
- Fabiola Arnezzi - Mirta Bogdasarián
- Carla - Sabrina Rojas
- Luis - Marcelo Mazzarello
- Mafioso Italiano - Mario Moscoso

## Audiência
A estreia da telenovela competiu com a também estreia da Telefe Una de dos. "Por amor a vos" alcançou uma média de 27.8 pontos de rating sendo um grade êxito, enquanto que "Una de dos" alcançou 15.4 pontos. Ao longo do tempo, a audiência manteve mas depois foi caindo, até terminar com um prómedio de 21,2 pontos.